# 圆锥

一个直圆锥

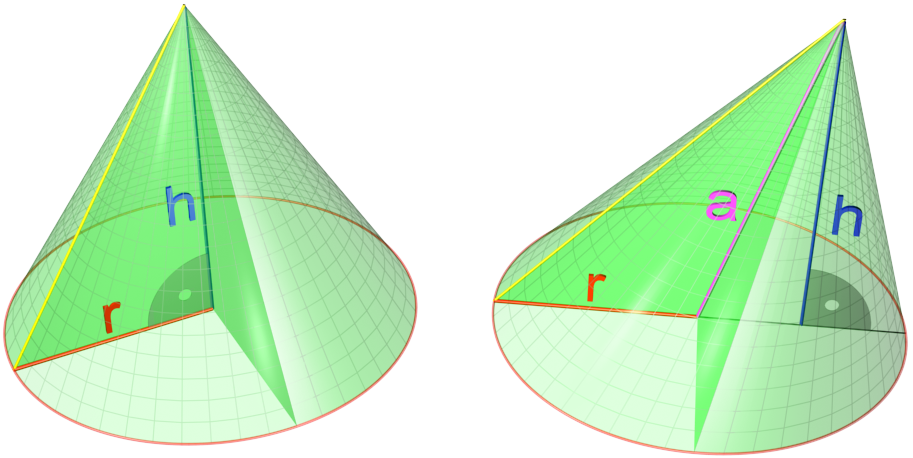
一個直角錐和一個斜角錐

圓錐也称为圆锥体，是一种三维幾何體，是平面上一个圆以及它的所有切线和平面外的一个定点确定的平面围成的形体。圆形被稱为圆锥的底面，平面外的定点稱为圆锥的頂點或尖端，顶点到底面所在平面的距离称为圆锥的高。通常“圆锥”一词用来指代正圆锥，也就是圆锥顶点在底面的投影是圆心时的情况。正圆锥可以定义为一個直角三角形绕其中一條直角邊旋轉一周得到的几何体，这个直角三角形的斜边称为圆锥的母线。顶点在底面的投影不在圆心，这样的圆锥称为斜圆锥。正圆锥可以由平面截圆锥面得到，斜圆锥则不能。倾斜平面截取圆锥面得到的几何形体叫做椭圆锥。

## 性质
正圆锥是基本的旋转体之一，由直角三角形以其中一条直角边所在的直线为旋转轴进行旋转得到。三角形的斜边长称为圆锥的母线。

### 体积
設圆锥的底面圓半徑为{\displaystyle r}，圆锥的高为{\displaystyle h}，底面圆面积为{\displaystyle S}，体积为{\displaystyle V}，那么圆锥体的体积可以通过以下公式计算：
{\displaystyle V={\frac {1}{3}}Sh={\frac {1}{3}}\pi r^{2}h.}
其中底面圆面积：{\displaystyle S=\pi r^{2}.}
圆锥的体积公式可以从祖暅原理推出。祖暅原理说明，如果两个高度相同的立体形体在所有等高截面上面积都相等，那么它们体积相等。以圆锥底面为基准面，放置一个底面积为{\displaystyle \pi r^{2}}的正方锥，那么，在任何的高度{\displaystyle 0\leq x\leq h}上，与基准面平行的平面截圆锥的截面面积都等于截正方锥的截面面积。所以圆锥的体积等于正方锥的体积，也就是{\displaystyle {\frac {1}{3}}\pi r^{2}h}。另外，用现代的定积分方法也可以直接计算圆锥的体积公式，方法如下：
{\displaystyle {\begin{aligned}V&=\pi \int \left({\sqrt {x^{2}+y^{2}}}\right)^{2}\,\mathrm {d} z&=\pi \int _{0}^{h}\left[{\frac {\left(h-z\right)r}{h}}\right]^{2}\,\mathrm {d} z&={\frac {1}{3}}\pi r^{2}h\end{aligned}}}

#### 母线
圓錐的母线是一條從圓上的任何一點到錐體的頂點的直線，可被表達成{\displaystyle {\sqrt {r^{2}+h^{2}}}}，其中 {\displaystyle r}
是圓錐底部的半徑，{\displaystyle h} 是圓錐的高度。這可以由勾股定理證明。

### 表面积和侧面积
正圆锥的侧面可以展开为平面上的一个扇形。这个扇形所在的圆半径就是圆锥的母线，对应的圆弧长为底部圆形的周长。设圆锥的母线为{\displaystyle l}，斜高可以表示为：{\displaystyle l={\sqrt {r^{2}+h^{2}}}}。设圆锥的表面積为{\displaystyle S_{t}}，侧面积为{\displaystyle S_{c}}，侧面积（也就是扇形的面积）可以用以下公式计算：
{\displaystyle S_{c}=\pi rl=\pi r{\sqrt {r^{2}+h^{2}}}}
表面积等于侧面积与底面圆面积的和，也就是：
{\displaystyle S_{t}=S+S_{c}=\pi r^{2}+\pi rl=\pi r(r+l)=\pi r\left(r+{\sqrt {r^{2}+h^{2}}}\right).}

### 重心
一个实心且质地均匀的正圆锥的重心在其底面与顶点连线上，位于顶点下{\displaystyle {\frac {3}{4}}}处。